# 신연교
신연교(新延橋)는 강원특별자치도 춘천시 서면과 신동면을 잇는 북한강의 다리로 의암댐의 뒷편에 건설되었다. 1939년에 개통이 되어 의암댐이 완공된 1967년 이후에는 새로 건설이 되어 현재와 같은 다리가 들어서 있다. 국도 제46호선의 경춘로 구간에 속하였으나 1989년에 의암대교가 개통을 해 국도 구간에서 해제가 되었다.